# Aeroporto Internazionale Villa Maamigili
L'Aeroporto Internazionale Villa Maamigili (IATA: VAM, ICAO: VRMV) è un piccolo aeroporto civile ubicato nella parte centrale dell'arcipelago delle Maldive sull'isola di Maamigili, sull'Atollo di Ari; è situato presso l'abitato di Maamigili ed è dotato di una pista in asfalto lunga 1 800 metri; è operativo dalle ore 00 alle ore 20 principalmente per servizi turistici.